# Комб, Роберт
Роберт Форбс Комб (англ. Robert Forbes Combe, 16 августа 1912, Лоджи Букан — 12 февраля 1952, Абердин) — шотландский шахматист, мастер. Чемпион Великобритании 1946 г., неоднократный призёр чемпионатов Шотландии. В составе сборной Шотландии участник шахматной олимпиады 1933 г.

## Биография
Роберт Комб родился в приходе Лоджи Букан, область Абердиншир. Раннее детство Комб провел в Цзинане, где в течение нескольких лет служил его отец Джордж А. Комб, профессиональный дипломат.
По возвращении в Шотландию Комб поступил Абердинскую грамматическую школу. В возрасте 18 лет Комб перенес острую ревматическую лихорадку, которая дала осложнения на сердце.
Шахматами Комб увлекся в возрасте 16 лет. Он быстро выдвинулся в число сильнейших шахматистов Шотландии и даже был включён в национальную сборную для участия в шахматной олимпиаде. На олимпиаде в Фолкстоне Комб поучаствовал в одной из самых курьезных партий в истории шахмат. В матче со сборной Латвии он играл белыми против В. Хазенфуса. После ходов 1. d4 c5 2. c4 cd 3. Кf3 e5 Комб сыграл 4. К:e5?? и после 4… Фa5+ сдался. Эта партия остается самой короткой результативной партией в истории шахматных олимпиад. В целом же выступление Комба на той олимпиаде нужно признать достаточно неплохим. Команда заняла последнее место, но Комб набрал 5 очков из 12, проиграв всего 3 партии и победив будущего чемпиона Бельгии П. Девоса.
В 1934 г. Комб неудачно выступил в чемпионате Шотландии и на несколько лет отошел от шахмат по причине учебы на юридическом факультете Абердинского университета. В 1938 г. Он окончил университет с отличием.
Комб вернулся в шахматы в 1939 г. и в первом же крупном турнире (чемпионате Шотландии) поделил 2—3 места с У. Уинтером, на очко отстав от студента из США М. Павея.
В 1940 г. Комб стал партнёром юридической компании в городе Элгин (область Морей). С этого момента он не мог регулярно участвовать в турнирах. Комб приобрёл большое количество шахматных книг и занялся самообразованием. Особенно пристально он изучал творчество чемпионов мира Эм. Ласкера, Х. Р. Капабланки, А. А. Алехина, а также З. Тарраша.
Комб снова вернулся в большие шахматы в 1946 г. Сначала он занял 2-е место в чемпионате Шотландии и получил право играть в чемпионате Великобритании. Выступление Комба в чемпионате Великобритании произвело сенсацию. Он занял 1-е место, опередив лидеров британских шахмат Дж. Абрахамса, У. Уинтера, Г. Голомбека, Ф. Милнера-Берри, К. Александера и др.. Долгие годы Комб был последним шотландским шахматистом, выигравшим чемпионат Великобритании. Только в 2004 г. чемпионом Великобритании смог стать Дж. Роусон.
После победы в чемпионате Великобритании из-за серьезных проблем со здоровьем Комб редко участвовал в соревнованиях. В 1949 г. он переехал в Абердин и выступал в основном в турнирах одного из местных шахматных клубов. Последнее выступление Комба на высоком уровне состоялось в 1951 г., когда он принял участие в матче против сборной Англии. В партии против Ф. Милнера-Берри Комб сначала добился выигранной позиции, но затем он ошибся и потерпел поражение.
В 1951 г. Шахматная ассоциация Шотландии подала заявку в ФИДЕ на присвоение звания международного мастера У. Фэйрхерсту, Дж. Эйткену и Р. Комбу. Звание было присвоено только Фэйрхерсту.
В феврале 1952 г. Комб умер от хронической болезни сердца, вызванной перенесенной в юности ревматической лихорадкой.

## Спортивные результаты
| Год  | Город     | Соревнование                                      | + | − | = | Результат | Место  |
| ---- | --------- | ------------------------------------------------- | - | - | - | --------- | ------ |
| 1932 | Лондон    | Чемпионат Великобритании (1 класс, секция B)      |   |   |   | 7½ из 11  | 4      |
| 1933 | Эдинбург  | Чемпионат Шотландии                               |   |   |   | 3½ из 6   | 3—4    |
|      | Фолкстон  | V Олимпиада (сборная Шотландии, запасной)         |   |   |   | 5 из 12   |        |
| 1934 |           | Чемпионат Шотландии                               |   |   |   | 2 из 5    | [ 10 ] |
| 1939 | Абердин   | Чемпионат Шотландии                               | 5 | 1 | 3 | 6½ из 9   | 2—3    |
| 1946 | Глазго    | Чемпионат Шотландии                               |   |   |   |           | 2      |
|      | Ноттингем | Чемпионат Великобритании                          | 7 | 2 | 2 | 8 из 11   | 1      |
| 1951 |           | Матч Англия — Шотландия (против Ф. Милнера-Берри) | 0 | 1 | 0 | 0 из 1    |        |